# 로저 테일러
로저 매도스 테일러(영어: Roger Meddows Taylor, OBE, 1949년 7월 26일 ~ )는 영국의 싱어송라이터로, 록 밴드 퀸의 드러머이다.
킹스린에서 태어나 3살 때 콘월주의 트루로로 이주하였으며, 7세에 친구들과 'the Bubblingover Boys'라는 작은 밴드를 만들기도 하는 등 어릴 적부터 로큰롤에 관심을 갖기 시작했다.
그는 처음에 기타에 관심이 많았으나, 얼마 후 드럼이 자신에게 적합하다는 것을 깨달았다고 한다.
그는 13세부터 트루로 스쿨(Truro School)에서 교육을 받았는데, 동창 친구들로 이루어진 세미프로 밴드 'Reactions'에서 리드 보컬이 탈퇴하자 15살 때 리드 보컬을 맡아, 최초의 "드럼 치는 보컬"로 불렸다.
트루로 스쿨 졸업 후에는 런던 호스피털 메디칼 칼리지(현 Barts and The London School of Medicine and Dentistry)에 입학하여 치의학을 전공했다. 그때 막 '스마일'이라는 밴드를 결성하려던 브라이언 메이가 드러머 구인광고를 냈고, 로저는 이에 응모하여 스마일에 가입하게 되었다. 그 후 해부 등 학교에서 배우는 일이 적성에 맞지 않아 학교를 나온 로저는, 프레디 머큐리와 함께 켄징턴의 상가에서 조그만 상점을 경영하다가 생물학으로 전공을 바꾸어 대학을 졸업하였다.
스마일을 거쳐 이후 퀸에서 활동하며, 록 음악계에서 명성을 얻었다. 로저 테일러는 〈I'm in Love with My Car〉, 〈Drowse〉, 〈Fun It〉, 〈Rock It〉 등에서는 보컬을 맡기도 하였다. 〈Radio Ga Ga〉는 직접 작곡했다.
그는 1987년 프레디 머큐리의 건강 이상으로 순회공연을 할 수 없게 되자 퀸 멤버들의 동의를 얻어, 드러머가 아닌 리드 보컬로서 밴드 '더 크로스(The Cross)'를 조직한다. 더 크로스의 잘 알려진 곡은 〈Heaven for Everyone〉 등이 있다.
프레디 머큐리 사망 후에도 브라이언 메이, 폴 로저스, 애덤 램버트 등과 함께 음악활동을 계속하고 있으며 2013년에는 더 크로스를 재결성하기도 했다.

## 서훈
- 2020년 대영 제국 훈장 4등급(OBE) 수훈[주 1][1]

### 내용주
1. ↑  2020년 신년서훈명단(2020 New Year Honours)에 등재

### 참조주
1. ↑  “Supplement No. 1: New Year Honours List - United Kingdom”. 《런던 가제트》 (영어) (62866): N15. 2019년 12월 28일.